# Campeonato Norueguês de Futebol - 2.ª Divisão
O Campeonato Norueguês de Futebol - 2º Divisão ou OBOS-ligaen é o segundo torneio nacional em importância no futebol norueguês. Antes de 2005, o nome da competição era Primeira Divisão (apesar desta ser a segunda). O nome mudou pelo fato do patrocinador principal ser outro, a Adecco. Duas equipes são diretamente promovidas, e o terceiro colocado disputa uma série de repescagem com o décimo-segundo colocado da Tippeligaen. O vencedor da série disputa primeira divisão. Os quatro últimos colocados são despromovidos à "2. Divisjon". Dezesseis equipes disputam o torneio.

## Campeões
| Temporada | Vencedor        | Vice-Campeão    | 3 º lugar (play offs - com exceção de 2008)                          | 4 º lugar (play offs desde 2008) | 5 º lugar (play offs desde 2009) |
| --------- | --------------- | --------------- | -------------------------------------------------------------------- | -------------------------------- | -------------------------------- |
| 1997      | Vålerenga       | Moss            | Eik-Tønsberg (Perdido)                                               |                                  |                                  |
| 1998      | Odd Grenland    | Skeid           | Kjelsås (Perdido)                                                    |                                  |                                  |
| 1999      | Haugesund       | Bryne           | Start (ganho)                                                        |                                  |                                  |
| 2000      | Lyn             | Strømsgodset    | Sogndal (ganho)                                                      |                                  |                                  |
| 2001      | Vålerenga       | Start           | Ham-Kam (Perdido)                                                    |                                  |                                  |
| 2002      | Tromsø          | Aalesund        | Sandefjord (Perdido)                                                 |                                  |                                  |
| 2003      | Ham-Kam         | Fredrikstad     | Sandefjord (Perdido)                                                 |                                  |                                  |
| 2004      | Start           | Aalesund        | Kongsvinger (Perdido)                                                |                                  |                                  |
| 2005      | Stabæk          | Sandefjord      | Moss (Perdido)                                                       |                                  |                                  |
| 2006      | Strømsgodset    | Aalesund        | Bryne (Perdido)                                                      |                                  |                                  |
| 2007      | Molde           | Ham-Kam         | Bodø/Glimt (ganho)                                                   |                                  |                                  |
| 2008      | Odd Grenland    | Sandefjord      | Start                                                                | Sogndal (Perdido)                |                                  |
| 2009      | Haugesund       | Hønefoss BK     | Kongsvinger (ganho)                                                  | Sogndal                          | Sarpsborg 08                     |
| 2010      | Sogndal         | Sarpsborg 08    |                                                                      |                                  |                                  |
| 2013      | Predefinição:Fk | Predefinição:Fk | Predefinição:Fk, Predefinição:Fk, Predefinição:Fk og Predefinição:Fk | 18 – Jo Sondre Aas (Ranheim)     |                                  |
| 2012      | Predefinição:Fk | Predefinição:Fk | Predefinição:Fk, Predefinição:Fk, Predefinição:Fk og Predefinição:Fk | 20 – Martin Wiig (Sarpsborg 08)  |                                  |
| 2011      | Hønefoss BK     | Sandnes Ulf     | NFF fjernet denne foran sesongen                                     | 18 – Vegard Braaten (Alta)       | 1 186                            |
| 2010      | Sogndal         | Sarpsborg 08    | Fredrikstad, Løv-Ham og Ranheim                                      | 17 – Marius Helle (Bryne)        | 1 544                            |

## Artilheiros
| Temporada | Jogador, equipe                 | Gols |
| --------- | ------------------------------- | ---- |
| 2001      | Bala Garba, Haugesund           | 18   |
| 2001      | Marino Rahmberg, Raufoss        | 18   |
| 2002      | Morten Gamst Pedersen, Tromsø   | 18   |
| 2003      | Markus Ringberg, Fredrikstad    | 19   |
| 2004      | Paul Oyuga, Bryne               | 18   |
| 2005      | Daniel Nannskog, Stabæk         | 27   |
| 2006      | Mattias Andersson, Strømsgodset | 19   |
| 2007      | Kenneth Kvalheim, Notodden      | 23   |
| 2008      | Peter Kovacs, Odd Grenland      | 22   |
| 2009      | Thomas Sørum, Haugesund         | 24   |